# Джерело Драниця
 Гідрологічна пам'ятка природи «Джерело Драниця» займала площу 0,5 га та розміщувалася Новоселицькому районі Чернівецької області, поряд з с. Драниця.
Була створена, згідно Рішення Чернівецького облвиконкому № 198 від 30.05.1979 « Про затвердження реєстру заповідних об'єктів та заходи по поліпшенню заповідної справи в області», перезатверджена згідно Рішення Чернівецької обласної ради № 216 від 17.10.1984 « Про затвердження мережі і територій та об'єктів природно-заповідного фонду у відповідності з діючою класифікацією та заходи по поліпшенню заповідної справи в області».
Джерело було з сульфаткальцієвих вод мінералізацією 2,7 г/л. Установа, що була відповідальна за збереження об'єкту — асоціація «Драницька».
8 лютого 1996 року Чернівецька обласна рада ухвалила рішення № 187-р «Про розширення природно-заповідного фонду області», яким були створені 6 нових об'єктів природно-заповідного фонду та ліквідовані 10, в тому числі і гідрологічна пам'ятка природи «Джерело „Драниця“».
Скасування статусу відбулось у зв'язку знищенням джерела, як такого, яке відбулось по природних обставинах.